# Varanopidae
Die Varanopidae, manchmal auch Varanopseidae, sind amniotische Landwirbeltiere des späten Paläozoikums, die als „primitive“ Synapsiden dem Entwicklungsstand der „Pelycosaurier“ zugerechnet werden. Die Varanopiden waren relativ kleine, fleisch- oder insektenfressende Tiere, die äußerlich an Warane erinnerten.

## Merkmale
Der Schädel der Varanopidae war langgestreckt und leicht gebaut, die Augen saßen eher hinten am Kopf und der Unterkiefer war schmal und lang. Die Zähne dieser Tiere waren annähernd gleichförmig (homodont), scharf und leicht nach hinten gekrümmt. Der übrige Körper war ebenfalls leicht gebaut und wies schlanke Gliedmaßen und einen langen Schwanz auf.
Die Varanopidae waren eher kleine Tiere und zählten vermutlich zu den schnellsten Räubern ihrer Epoche. Varanodontine Vertreter der Varanopidae wie Varanops konnten eine Maximallänge von 1,5 bis 2 Meter erreichen. Myctosaurine Gattungen waren insgesamt kleiner. Das äußere Erscheinungsbild erinnerte stark an die modernen Warane, ohne dass die beiden Gruppe miteinander verwandt waren.
Varanopidae ernährten sich vermutlich von Fleisch, möglicherweise auch von Insekten oder Fischen.

## Auftreten und Verbreitung
Die Varanopidae erschienen erstmals im Karbon Nordamerikas und erreichten im Perm eine nahezu weltweite Verbreitung, spätere Funde sind unter anderem auch aus Russland bekannt. Der älteste Vertreter ist Archaeovenator hamiltonensis, die jüngsten Fossilien schließen Mesenosaurus romeri und Pyozia mesenensis aus Russland sowie Elliotsmithia longiceps und Heleosaurus scholtzi aus Südafrika ein. Damit weisen die Varanopidae außerdem die längste zeitliche Ausdehnung aller paläozoischen Synapsiden auf. Elliotsmithia, dessen Überreste in Südafrika gefunden wurden, ist der einzige gut erhaltene Pelycosaurier, der in Gondwana gefunden wurde.

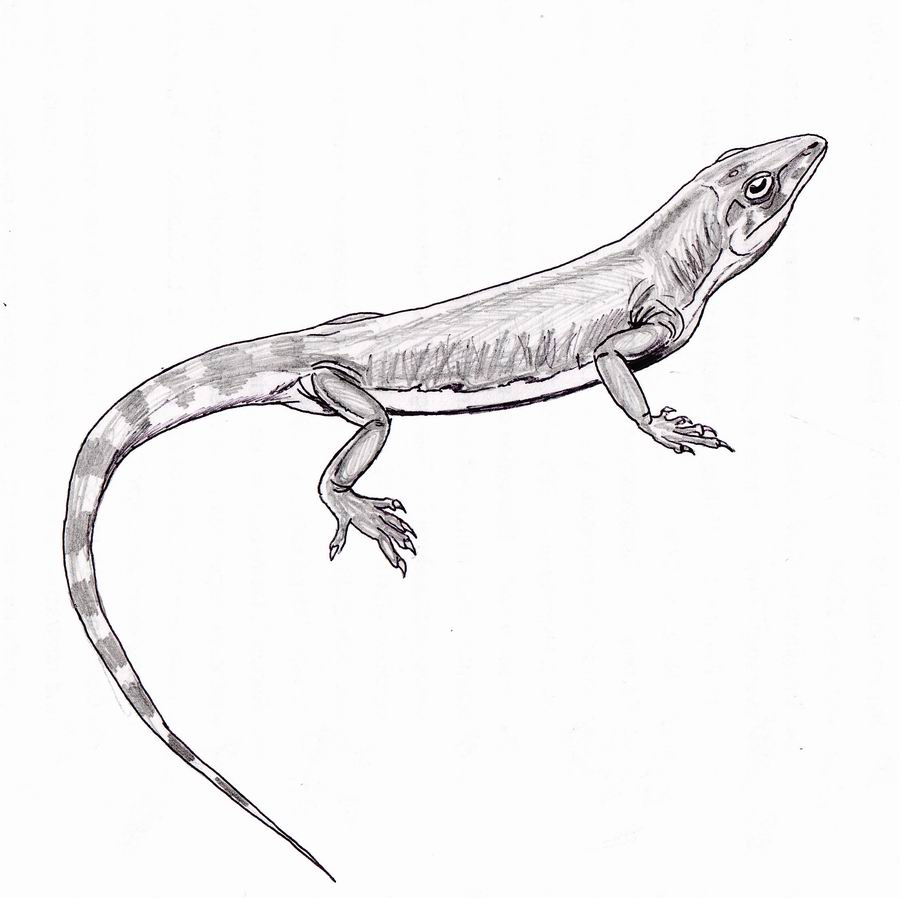
Lebendrekonstruktion von Archaeovenator hamiltonensis

Die relative Seltenheit der Varanopidae im Fossilbericht lässt sich nach Reisz und Modesto folgendermaßen erklären: Obwohl sie ein relativ seltener Bestandteil der permischen terrestrischen Wirbeltiergemeinschaften sind, legt der verfügbare Fossilbericht doch nahe, dass die Varanopseida eine lange und abwechslungsreiche Geschichte hatten. Die seltene fossile Überlieferung kann durch die Beschaffenheit der Ablagerung, in denen terrestrische Vertebratengemeinschaften fossil erhalten geblieben sind, erklärt werden. Mit Ausnahme der Lagerstätten in Bromacker im Thüringer Wald und Richards Spur in Oklahoma repräsentieren alle Fundstätten des unteren Perms verschiedene Faunengemeinschaften des Tieflandes, die entweder aquatisch waren oder in Wassernähe lagen. Dazu zählten See- und Teichablagerungen oder Ablagerungen von Flussauen und Überschwemmungsebenen. Daher sind in solchen Lagerstätten vornehmlich Vertebraten überliefert, die im Tiefland in Wassernähe lebten. In höher gelegenen Fossilgesellschaften sind die Varanopidae mit verschiedenen Taxa jedoch häufig vertreten. So enthält die Dolese-Mine in Richard Spurs neben zwei Vertretern der kleineren Myctosaurinen auch den großen Varanopiden Varanops. Da in höher gelegenen Habitaten die Vertebraten allgemein kleiner sind, besetzten die Varanopidae in ihrem Ökosystem die ökologische Nische der Spitzenprädatoren.
Spätestens am Ende des Perm-Zeitalters sind die Varanopidae ausgestorben.

## Systematik

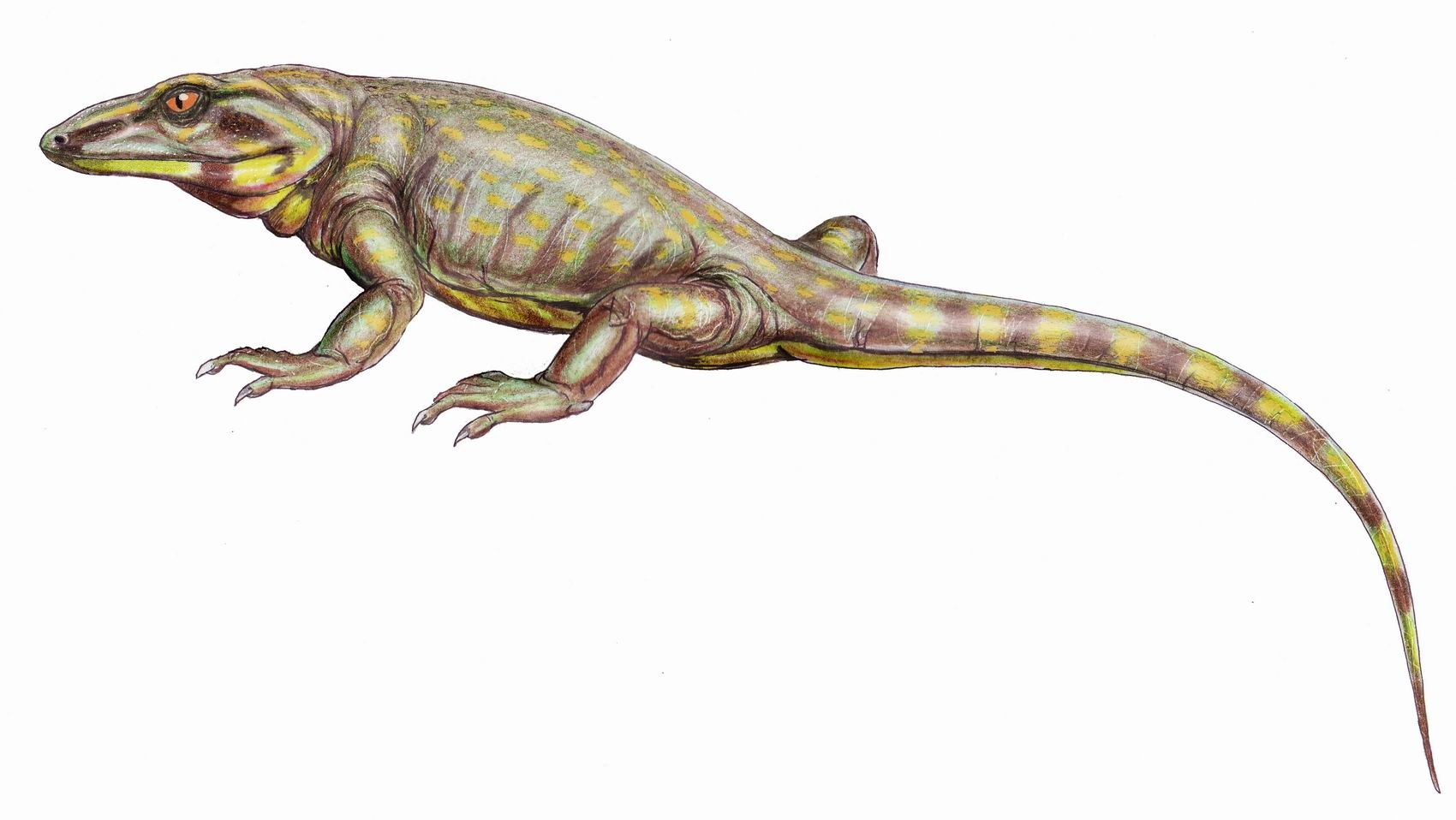
Varanodon, Lebendrekonstruktion

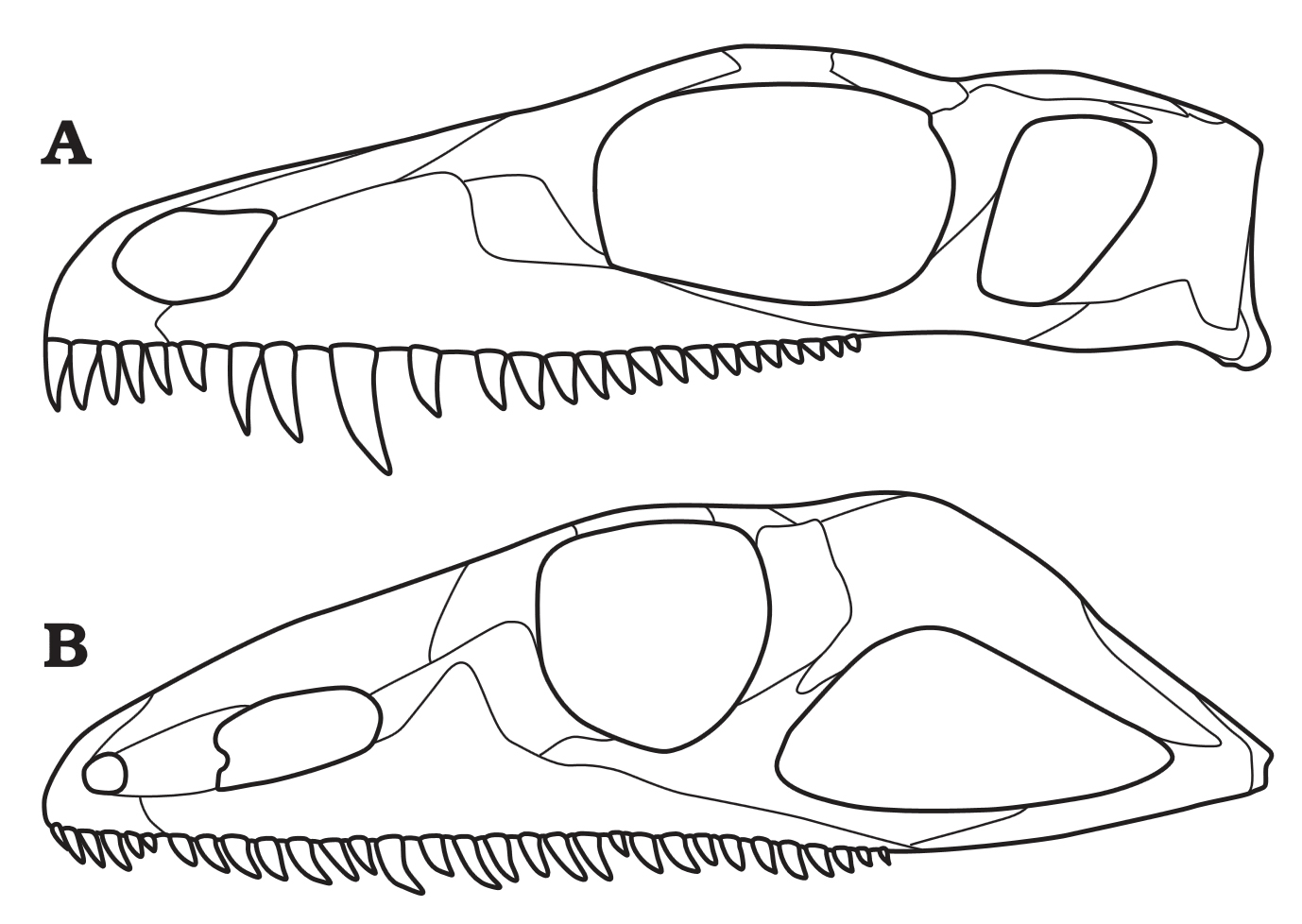
Schädelrekonstruktionen (ohne Unterkiefer) von Mesenosaurus (A) und Varanodon (B), nicht maßstäblich (Varanodon ist mindestens doppelt so groß wie Mesenosaurus))

Zu den wichtigsten Vertretern dieser Gruppe zählten:
- Archaeovenator, Oberkarbon, Nordamerika
- Aerosaurus, Oberkarbon und Unterperm, Nordamerika
- Apsisaurus, Unterperm, Nordamerika
- Ascendonanus, Unterperm, Mitteleuropa[3]

- ? Varanosaurus, Unterperm, Nordamerika
- Mycterosaurus, Mittelperm, Nordamerika[4]
- Heleosaurus, Mittelperm, Südafrika
- Pyozia, Mittelperm, Russland
- Mesenosaurus, Mittelperm, Russland
- Varanodon, Mittelperm, Nordamerika
- Varanops, Unterperm, Nordamerika
- Elliotsmithia, Mittelperm, Südafrika

Systematisch bilden die Varanopidae die basalsten Vertreter der Eupelycosauria, aus denen sich später die Therapsiden („säugetierähnlichen Reptilien“) und schließlich die Säugetiere entwickelt haben. Diese Einordnung ist allerdings umstritten, da einige als weiter entwickelt betrachtete Gruppen wie die Ophiacodontidae im Fossilbericht früher als die Varanopseiden erscheinen. Zuletzt fanden einige Studien Varanopiden als frühe Vertreter der Diapsida, womit sie näher mit den heutigen Reptilien als den Säugetieren verwandt gewesen wären. Andere Analysen argumentieren weiterhin für eine Stellung innerhalb der Synapsida.

## Paläoökologie
Die Varanopidae waren kleine, agile Jäger. Interessanterweise waren unter der großen Mehrheit der zeitgenössischen Therapsiden aus Südafrika zahlreiche große Fleisch- und Pflanzenfresser. Dementsprechend scheinen sich die Varanopidae erfolgreich in einer spezialisierten Nische eingerichtet zu haben, wie ihr zeitlich ausgedehntes Vorkommen im Fossilbericht zeigt. In höheren Lagen besetzten die Varanopidae die Rolle der Spitzenprädatoren, während sie im Tiefland und in Wassernähe, wo größere synapside Räuber anwesend waren, die Nische der kleinen Räuber besetzten. Der einzige Fleischfresser aus dem Perm Südafrikas von vergleichbarer Größe war Youngina capensis. Dieser besaß jedoch weder die langen und schlanken Gliedmaßen noch die gezackte Bezahnung, welche typisch für die Varanopidae war. Youngina ist außerdem aus dem späten Perm überliefert, während Heleosaurus und Elliotsmithia mittelpermische Formen waren. In den permischen Ablagerungen des nördlichen Russlands finden sich die Fossilien der diapsiden Gattung Lanthanolania, die eine den Varanopidae vergleichbare Größe erreichte. Unterschiede in der Bezahnung lassen jedoch vermuten, dass Lanthanolania und die Vertreter der Varanopidae unterschiedliche ökologische Nischen besetzten.
Es gibt Hinweise, dass einige Gattungen der Varanopidae sich um ihre Jungen kümmerten. So fand man in Südafrika die gut erhaltenen Überreste von fünf Individuen von Heleosaurus – einem ausgewachsenes Tier und 4 Jungtieren gleicher Größe – eng beieinander. Dies ist der älteste Nachweis von elterlicher Fürsorge bei Pelycosauriern und Amnioten überhaupt, ca. 140 Millionen Jahre, bevor dies bei den Dinosauriergattungen Psittacosaurus und Oryctodromeus nachgewiesen werden konnte. Brutpflege bedeutete einen enormen Überlebensvorteil in einer paläozoischen Umwelt, die von Therapsiden dominiert wurde.

## Ältester Nachweis einer Virusinfektion
Im Jahr 2019 wurden Hinweise zum Auftreten einer Form des Paget-Syndroms (Osteodystrophia deformans) bei einem Vertreter der Varanopidae gefunden, was zeigt, dass die Entstehung einer die Anatomie betreffenden Erkrankung durch eine Virusinfektion bereits im Perm möglich war. Bis zu dem Zeitpunkt stammte der älteste bekannte derartige Nachweis von einem Dysalotosaurus-Wirbel aus dem Jura.